# James Wilson (darter)
James Wilson (Weston-super-Mare, 25 februari 1972) is een Engelse darter, die speelt voor de Professional Darts Corporation. Zijn bijnaam is Jammy Dodger.

## Carrière

### BDO
Wilson begon in 2012 naamsbekendheid te krijgen door verschillende toernooien te winnen. Hij werd de nummer vier van de wereld en bereikte de kwartfinale van de Winmau World Masters. Tijdens zijn eerste BDO World Darts Championship optreden moest hij het als ongeplaatste speler opnemen in de eerste ronde tegen Stephen Bunting. Wilson pakte een 2-1 voorsprong, maar verloor uiteindelijk met 3-2. In 2013 hield Wilson zijn goede vorm vast en werd hij de nummer twee van de wereld. Hij bereikte de finale van de World Masters door Jan Dekker en Robbie Green te verslaan. In de finale verloor hij met 7-0 van Bunting. Later dat jaar nam Wilson revanche op Bunting door hem met 5-1 te verslaan in de finale van de Zuiderduin Masters. Wilson was vervolgens als tweede geplaatst voor de World Championship. Hij versloeg in de eerste ronde voormalig wereldkampioen Christian Kist en in de tweede ronde Scott Mitchell om het vervolgens in de kwartfinale op te nemen tegen Alan Norris. Norris won deze kwartfinale uiteindelijk met 5-2.
Door de overstap van Stephen Bunting naar de rivaal, Professional Darts Corporation, werd Wilson de nieuwe nummer één van de wereld. Op de BDO World Darts Championship 2015 werd Wilson al in de eerste ronde uitgeschakeld door de Zweed Peter Sajwani.

### PDC
De dag nadat hij was uitgeschakeld op de BDO World Championship maakte Wilson op zijn twitter bekend dat hij zich had ingeschreven voor de Professional Darts Corporation Q-school met de intentie om de volledige pro tour te doorlopen. Tijdens de derde dag van de Q school wist Wilson een tourkaart te bemachtigen waarmee hij twee jaar alle PDC Pro Tour toernooien kan gaan spelen. Wilson versloeg achtereenvolgens Antonio Alcinas (5-4), Andrew Johnson (5-2), Martyn Turner (5-1), Lee Whitworth (5-2), Bernd Roith (5-1), Tony Lincoln (5-2) en Nathan Aspinall (5-2).
Door een oog- en schouderblessure zakte Wilson in 2020 en 2021 op de wereldranglijst. Na het PDC World Darts Championship 2022 zakt hij zelfs uit de top-64. Daardoor verloor hij voor het eerst sinds 2015 zijn tourkaart. Op de eerste dag van de UK Q-school pakte hij die meteen alweer terug. Op weg naar de finale overleefde Wilson in de kwartfinale, die hij speelde tegen Kevin Burness, en de halve finale, die hij speelde tegen George Killington, een beslissende elfde leg. De halve finale wist hij te winnen door een maximale finish van 170 te gooien. Daarop mocht hij in de finale aantreden tegen Cameron Menzies. Wilson wist de wedstrijd met 6-1 te winnen.

## Biografie
Wilson woont in Huddersfield en werkt als dakdekker. Wilson begon met darten toen hij dertien was, eerst speelde en trainde hij samen met zijn ouders, daarna ging hij darten in The Four Horseshoes Pub. Zijn moeder (Kath) speelde in een team uit Yorkshire, waardoor Wilson met de juiste mensen in de dartwereld in contact kwam. Vanaf zijn vijftiende speelde hij mee in het jeugdteam. Toen hij zeventien was stopte hij daarmee om zich te focussen op zijn school en studie. Hij pakte in 2006 de sport weer op en behaalde de superleague, waar hij speelde voor Yorkshire. In februari 2013 werd hij geselecteerd als A-speler voor het team.

## Resultaten op Wereldkampioenschappen

### BDO
- 2013: Laatste 32 (verloren van Stephen Bunting met 2-3)
- 2014: Kwartfinale (verloren van Alan Norris met 2-5)
- 2015: Laatste 32 (verloren van Peter Sajwani met 1-3)

### PDC
- 2017: Laatste 64 (verloren van Kim Huybrechts met 0-3)
- 2018: Laatste 32 (verloren van Michael van Gerwen met 0-4)
- 2019: Laatste 64 (verloren van William O'Connor met 2-3)
- 2020: Laatste 96 (verloren van Nico Kurz met 1-3)
- 2022: Laatste 96 (verloren van Luke Woodhouse met 1-3)

## Resultaten op de World Matchplay
- 2017: Laatste 32 (verloren van Peter Wright met 8-10)
- 2018: Laatste 32 (verloren van Adrian Lewis met 8-10)